# タミ宣教会
タミ宣教会（タミせんきょうかい、朝鮮語: 다미선교회、英語: Dami Mission）は、大韓民国において李長林牧師によって創始された、キリスト教系の宗教運動。
『タミ宣教会』という名称は「やがてやってくる終末の未来に備えよ」という意味で、「다가올 未來(タガオル ミレ)」を略してつけられた。
李牧師が、1992年10月28日に携挙と世界の終末が訪れるとする予言を行なったことで、世界的な注目を集めた。運動の過熱化は社会的危機を及ぼし、李牧師は33億ウォンに及ぶ資金を信徒たちから詐取していたとして、1992年9月に逮捕され、後に有罪となったが、信者は予言通り、1992年10月28日に携挙と世界の終末が訪れると信じた。

## 歴史
終末が予言された日以前の、この運動の最盛期には、タミ宣教会は300以上の教会を構え、2万人以上の信徒がいたと推定される。信徒の大部分は韓国内にいたが、ロサンゼルスやニューヨークにも海外支部があった。

### 1992年時限付き終末論携挙騒動

#### 予言
李牧師は、1992年10月28日に14万4千人の信者が昇天し、地上に遺されたものたちは「7年間の戦争、飢饉、その他の災い」に遭い（患難時代）、これによって地球上の生命はすべて絶たれて、イエス・キリストの再臨がおこる、と予言した。この予言は、16歳の少年の幻視に基づくものであったと報じられた。
李牧師は、1987年に『다가올 미래를 대비하라』（「近づく未来に備えよ」の意）という本を書いて、予言の概要を公表し、タミ宣教会は『ロサンゼルス・タイムズ』と『ニューヨーク・タイムズ』にその広告を出した。

#### 当初の反応
自分たちが10月28日の深夜に昇天するものと信じた韓国人信者たちは、1万人とも、最大で2万人いたとも推定され、韓国では「社会的危機」と称されるほどの騒ぎが起きた。それまで3年間も妊娠を望んでいたある女性は、終末のときに妊娠していてはいけないと信じ、妊娠7か月になっていた胎児の妊娠中絶をした。少なくとも4人の信者たちが、終末の日を待つことなく自殺した。
36歳の男性は、ロサンゼルスのタミ宣教会で40日間以上断食を続けた末、9月8日に栄養不良で死んだ。男性は、この断食に参加した200人のひとりであったが、彼の死によって、タミ宣教会の閉鎖を求める声が高まることになった。行政当局はタミ宣教会を「危険なカルト」とし、他の教会も同会は神への「冒涜」であると非難した。
警察は当初、信教の自由を理由に、教会を捜査することを拒んでいた。しかし、「社会的圧力」を受けて、教会への捜査が行なわれ、李長林牧師は1992年9月22日にソウル地方検察庁に連行され、9月24日に逮捕された。嫌疑は、詐欺と、米ドルで26,711ドルを不法所持していた外貨管理法違反とされた。ほかにも29人が不法な宣伝を行なったとして告発された。当局は、一部の教会や伝道者たちを監視下に置いた。
大韓民国国軍は、除隊申請や敵前逃亡が増えたことを公にし、兵舎に持ち込まれるあらゆる所持品を検査対象とすることが告知された。
これほど多数の、高い教育を受けていた人々が、どうしてこのような予言を信じたのかは、様々な専門家が分析を試みた。当時、ソウル大学校の社会政策論の教授であった韓完相は、「北朝鮮との関係改善が進まず、国内政局も不安定なことに悩まされている」韓国人たちが抱えた、深い絶望を反映したものだと述べた。

#### 1992年10月28日当日
10月28日には、白衣に身を包んだ54人の信者たちが、原州市のタミ宣教会の事務所の前で家具を燃やした。釜山（プサン）では、20人の信者たちが、携挙後の地上に遺される者たちのためにと米ドル22,000ドルを残した。
指導者の李牧師が拘束され不在であったにもかかわらず、10月28日にはソウルのタミ宣教会の教会に1,000人もの巡礼者たちがやってきた。警察は、集団自殺を阻むべく、窓を封じたり、屋根にはしごをかけるなど、様々な方策をとった。深夜0時が近づくにつれ、1,500人の機動隊、200人の刑事、100人の報道陣、さらに非常事態に対応する車両が教会の外に配置され、教会の中には私服刑事が配置された。深夜0時を10分過ぎたとき、ひとりの少年が窓から外へ「何も起きていない」と叫んだ。
結局、暴動も、それ以上の自殺も起きなかった。

### 崩壊
1992年11月、拘置されて判決を待つ身であった李牧師は、正式にタミ宣教会を解散し、謝罪した。1992年12月4日、ソウル中央地方法院 は、李長林が信徒たちから440万ドルを集めながら、その資金で、10月28日よりも後にならなければ償還されない債券類を購入していたことを認定し、李を詐欺罪で有罪とし、懲役2年の判決を下した。続く控訴審では、懲役1年、26,000米ドル没収の判決が下った。
2011年、李牧師は、世界が1954年に終わるだろうと予言したドロシー・マーティン、同じく1982年と予言したパット・ロバートソン、1990年と予言したエリザベス・クレア・プロフェット、1999年と予言したクレドニア・ムウェリンデ、1994年9月6日と予言し、後に2011年10月21日と予言し直したハロルド・キャンピングとともに、「数学的仮定を立てて計算する際には、気を付けた方がよいことを世界に知らしめた」ことに対してイグノーベル賞数学賞を贈られた。